# Fray Bentos
Fray Bentos är huvudstaden i departementet Río Negro, Uruguay. Staden grundades 1858 och är en port till Uruguayfloden. Namnet på orten kan översättas till "Munk Bentos" (Benedikt).